# Матч за звання чемпіона світу із шахів 1934
Чотирнадцятий чемпіонат світу з шахів був проведений у Баден-Бадені, Мюнхені, Штутгарті, Карлсруе та Берліні  з 1 квітня по 14 червня 1934 року. Чинний чемпіон Олександр Алехін переміг претендента Юхима Боголюбова з рахунком 15½ — 10½ і зберіг свій титул.

## Результати
Перший гравець, що вигравав шість ігор і набирав понад 15 очок, ставав чемпіоном світу.
|                              | 1 | 2 | 3 | 4 | 5 | 6 | 7 | 8 | 9 | 10 | 11 | 12 | 13 | 14 | 15 | 16 | 17 | 18 | 19 | 20 | 21 | 22 | 23 | 24 | 25 | 26 | Перемоги | Рахунок |
| ---------------------------- | - | - | - | - | - | - | - | - | - | -- | -- | -- | -- | -- | -- | -- | -- | -- | -- | -- | -- | -- | -- | -- | -- | -- | -------- | ------- |
| Юхим Боголюбов (Третій Рейх) | ½ | 0 | ½ | 0 | ½ | ½ | ½ | ½ | 0 | 1  | 0  | ½  | ½  | ½  | ½  | 0  | 0  | ½  | ½  | ½  | 0  | ½  | 1  | 1  | 0  | ½  | 3        | 10½     |
| Олександр Алехін (Франція)   | ½ | 1 | ½ | 1 | ½ | ½ | ½ | ½ | 1 | 0  | 1  | ½  | ½  | ½  | ½  | 1  | 1  | ½  | ½  | ½  | 1  | ½  | 0  | 0  | 1  | ½  | 8        | 15½     |